# Lijst van kastelen in Nederland
In Nederland staan en stonden diverse kastelen. Een deel hiervan is behouden gebleven, al dan niet in een aangepaste of nieuwe vorm zoals een landhuis. De meeste kastelen zijn echter in de loop der tijd geheel verdwenen.
Onderstaand is een overzicht met provinciale lijsten van kastelen in Nederland, gerangschikt op alfabetische volgorde:
- Lijst van kastelen in Drenthe
- Lijst van kastelen in Flevoland
- Lijst van kastelen in Friesland
- Lijst van kastelen in Gelderland
- Lijst van kastelen in Groningen
- Lijst van kastelen in Limburg
- Lijst van kastelen in Noord-Brabant
- Lijst van kastelen in Noord-Holland
- Lijst van kastelen in Overijssel
- Lijst van kastelen in Utrecht
- Lijst van kastelen in Zeeland
- Lijst van kastelen in Zuid-Holland